# Сидоровичі (Мядельський район)
Сидоровичі (біл. вёска Сідаравічы) — село в складі Мядельського району Мінської області, Білорусь. Село підпорядковане Занарачанській сільській раді, розташоване в північній частині області.